# Deimos (mytologi)
Deimos, fruktan personifierad i den grekiska mytologin, var son till Ares och Afrodite. Deimos uppträder oftast tillsammans med sin bror  Phobos (skräck) och gudinnan Enyo (fasa), då de följer Ares på stridsfältet. Hans romerske motsvarighet är Fuga.